# 이노쿠치 유카
이노쿠치 유카(일본어: いのくち ゆか, 1978년 6월 5일 ~ )는 일본의 성우이다.

## 출연작

### TV 애니메이션
2003년
- 마부라호(카미시로 린)

2004년
- 달은 동쪽으로 해는 서쪽으로 ~Operation Sanctuary~(노노하라 유이)
- 하급생2~눈동자 속의 소녀들~(시라이 유리)

2005년
- 마호라바~Heartful Days~(우츠키 사쿠라)
- 카린 증혈기(마이카 안쥬)
- Canvas2~무지개 빛의 스케치~(사기노미야 사야)
- 페토페토씨 (사하라 쵸쵸마루)
- 마법선생 네기마 (쟈지 레이니데이)

2006년
- 네기마?!(쟈지 레이니데이)
- 제로의 사역마(타바사)
- 마모루군에게 여신의 축복을! (하세 안나)
- 무장연금 (와카미야 치사토)

2007년
- 제로의 사역마 ~쌍월의 기사~(타바사)
- 바람의 스티그마 (시노미야 유카리)

2008년
- 연희무쌍(동탁)
- 벚꽃 사중주 (타테바야시 카나)
- 제로의 사역마 ~삼미희의 윤무~(타바사)

2010년
- 인연의 하늘 (요리히메 나오)

2011년
- 드래곤 크라이시스 (아이, 오드아이)

2012년
제로의 사역마F(타바사))

### 게임
2002년
- 눈이 녹을 무렵… (미카게 아유미) : 키무라 아야카(木村あやか) 명의
- 어둠과 모자와 책의 여행자 (메이린) : 키무라 아야카(木村あやか) 명의
- 언리미티드 사가 (쥬디, 미셸)

2003년
- ONE ~빛나는 계절로~ Full Voice Ver. (나가모리 미즈카) : 키무라 아야카(木村あやか) 명의
- Infantaria XP (소피아) : 키무라 아야카(木村あやか) 명의
- After... (루) : 키무라 아야카(木村あやか) 명의
- Maple Colors (아이오 모미지) : 키무라 아야카(木村あやか) 명의
- 달은 동쪽으로 해는 서쪽으로 ~Operation Sanctuary~ PC판 (노노하라 유이) : 키무라 아야카(木村あやか) 명의
- 베이그란츠 (안나) : 키무라 아야카(木村あやか) 명의

2004년
- 마법전사 스위트 나이츠2 ~멧서 반란~ (미야모리 마유키 (스위트 패션)) : 키무라 아야카(木村あやか) 명의
- 마왕의 딸들 (티나) : 키무라 아야카(木村あやか) 명의
- 달은 동쪽으로 해는 서쪽으로 ~Operation Sanctuary~ DC·PS2판 (노노하라 유이)
- 갤럭시 앤젤 Eternal Lovers (루샤티)
- 오거스트 팬BOX (노노하라 유이) : 키무라 아야카(木村あやか) 명의

2005년
- 마법선생 네기마! 1교시 꼬마 선생님은 마법사! (Zazie Rainyday)
- 소녀는 언니를 사랑하고 있다 PC·PS2판 (스오우인 카나, 우키츠 카나코)
- 럼블로즈 (아이글(그레이트 칸))
- 추색연화 (니시야마 아오이) : 키무라 아야카(木村あやか) 명의
- 귀신락 (이치님) : 키무라 아야카(木村あやか) 명의
- Gift ~기프트~ PC판 (후지미야 치사) : 키무라 아야카(木村あやか) 명의
- 프린세스 윗치즈 (세실리아 뮤즈리) : 키무라 아야카(木村あやか) 명의
- IZUMO 제로 (나가미네 요코) : 키무라 아야카(木村あやか) 명의
- 검명 흩어지다 (타케다 쇼) : 키무라 아야카(木村あやか) 명의
- 마법전사 스위트 나이츠 CompleteDisc (미야모리 마유키(스위트 패션)) : 키무라 아야카(木村あやか) 명의
- 데보의 둥지 (IZUMO 제로+)(나가미네 요코) : 키무라 아야카(木村あやか) 명의

2006년
- 고어 스크리밍 쇼 (카즈야기 아카네) : 키무라 아야카(木村あやか) 명의
- Canvas2 ~~무지개색의 스케치~ (사기노미야 사야)
- Pia♥캐롯에 어서 오세요!! G.O. ~그랜드 오픈~ (나라하라 츠바메) : 키무라 아야카(木村あやか) 명의
- AR ~잊혀진 여름~ (시라카와 츠미레) : 키무라 아야카(木村あやか) 명의
- 알트 (사쿠라오카 미하루, 니시야마 아오이) : 키무라 아야카(木村あやか) 명의
- 강아지와 살자 (미캉) : 키무라 아야카(木村あやか) 명의
- 츠요키스 PS2판 (코노에 스나오)
- 이나☆코이! ~여우 신령님과 여복의 저주 (카미시로 무츠키) : 키무라 아야카(木村あやか) 명의
- 무녀혼 (미사키, 나나카(쿠츠미)) : 키무라 아야카(木村あやか) 명의
- 아득히 우러러본, 아름다운 (우에하라 카나데) : 키무라 아야카(木村あやか) 명의
- 미니키스 (코노에 스나오) : 神葉愛良 명의

2007년
- 여름 멜로디 (미나카미 아키) : 키무라 아야카(木村あやか) 명의
- 연희무쌍 ~두근☆소녀들의 삼국지 연의~ (동탁) : 키무라 아야카(木村あやか) 명의
- 프리미티브 링크 (리코페리아 듀엔데) : 키무라 아야카(木村あやか) 명의
- 제로의 사역마 ~소악마와 춘풍의 협주곡~ (타바사)
- 마법전사 심포닉 나이츠~여신을 잇는 소녀들~ (미야모리 마유키(스위트 패션), 리릭스) : 키무라 아야카(木村あやか) 명의
- Xross Scramble (에스카 로니아) : 키무라 아야카(木村あやか) 명의
- 리리컬♪리릭 (아리에타) : 키무라 아야카(木村あやか) 명의
- 마법전사 엘릭실 나이츠~운명에 연결될 수 있는 소녀들~ (리릭스) : 키무라 아야카(木村あやか) 명의
- ALICE♥퍼레이드 ~두 명의 앨리스와 신기한 소녀들~ (루나) : 키무라 아야카(木村あやか) 명의
- Aster (후지미야 카나데) : 키무라 아야카(木村あやか) 명의
- 제로의 사역마 ~몽마가 빚는 야풍의 환상곡~ (타바사)
- 내일의 너와 만나기 위해 (츠키노 마이) : 沢野みりか 명의
- Dies irae -Also sprach Zarathustra- (루살카 슈베게린) : 키무라 아야카(木村あやか) 명의

2008년
- 프린세스 러버 (후지쿠라 유우) : 키무라 아야카(木村あやか) 명의
- 피코피코 ~사랑하는 마음이 잠드는 장소~ (나나) : 키무라 아야카(木村あやか) 명의
- 어둠의 목소리 ZERO (마츠바라 미키) : 키무라 아야카(木村あやか) 명의
- 수평선까지 몇마일(코가 사요코) : 키무라 아야카(木村あやか) 명의
- 호시우타(쿠로다 유이) :키무라 아야카(木村あやか) 명의

2009년
호시우타-Sratlight Serenade- (쿠로다 유이) : 키무라 아야카(木村あやか) 명의
2010년
- 여름에 울려퍼지는 우리들의 노래(하야마 카논) : 키무라 아야카(木村あやか) 명의
- 네코☆코이! ~고양이신과 고양이귀의 저주 (유우토 미사키) : 키무라 아야카(木村あやか) 명의
- 사랑색 하늘모양 (모나이 쿄미) : 키무라 아야카(木村あやか) 명의